# Quận Nemaha, Kansas
Quận Nemaha là một quận thuộc tiểu bang Kansas, Hoa Kỳ. Theo điều tra dân số năm 2010 của Cục điều tra dân số Hoa Kỳ, quận có dân số 10.178 người.

## Địa lý
Theo Cục điều tra dân số Hoa Kỳ, quận có tổng diện tích 719 dặm vuông (1.860 km2), trong đó 717 dặm vuông (1.860 km2) là đất và 2.0 dặm vuông (5,2 km2) (0,3%) là nước. 